# Gugu Sapengo
Augusto Salassi Roque Sapengo (Huambo, 25 de Abril de 1985) mais conhecido como Gugu Sapengo, é um advogado, poeta e escritor angolano.

## Biografia
Nascido em 25 de abril de 1985, em Cacilhas Norte, cidade do Huambo, é filho de Barnabé Sapengo e de Eugénia Celeste Roque.
Fez seus estudos em Huambo, ingressando no Centro de Formação Profissional Viana-Luanda, onde concluiu o curso técnico de contabilidade informatizada, e; o curso de direito na Universidade José Eduardo dos Santos.
Escreve desde o ano 2000, geralmente inspirando-se em temas como amor e vida quotidiana, temas recorrentes nas suas obras. Autor de "Coração de Mulher", "Amor sem Barreiras" e "Cicatrizes", ambos publicados pela editora portuguesa O Cão Que Lê, sendo que Amor sem Barreiras já encontra-se na segunda edição.
Em 2019 lançou seu quarto romance, intitulado Mulher de Três Maridos.
Gugu Sapengo é membro da Brigada Jovem de Literatura do Huambo, além de ser director-adjunto da organização Jango Cultural-Huambo.

### Vida pessoal
É casado com Bibiana da Conceição Vondila Maioso Sapengo.